# 大阪府立中央高等学校
大阪府立中央高等学校（おおさかふりつ ちゅうおうこうとうがっこう）は大阪市中央区にある公立高等学校。通称中央高校。

## 概要
1992年、大阪市立中央高等学校として開校した。2022年度に大阪府に移管され、大阪府立中央高等学校に改編している。
昼夜間単位制の課程を設置している。普通科とビジネス（商業）科がある。1時限目は午前10時50分開始。2006年度より定時制課程（学年制）が募集停止となり、単位制のみの募集となった。

## 沿革
本項では中央高校の前身となった夜間定時制高校4校の沿革についても述べる。前身校4校はいずれの学校も1992年の中央高校の開校と同時に中央高校校舎内に移転し、最後の卒業生を出した1995年3月限りで閉校となった。

### 中央高校
中央高校は1992年、大阪市立の定時制商業高校4校（扇町第二商業、天王寺第二商業、西第二商業、新船場）を統合して、大阪市立中央高等学校として現在地に開校した。
現在地の学校敷地は、太平洋戦争前には北大江尋常小学校（戦災の影響で終戦後大阪市立中大江小学校に統合され廃校）として使用され、また戦後1947年から1988年までは（旧）大阪市立東中学校（統合により1988年大手前に現大阪市立東中学校が開校したことに伴い閉校）として使用されていた。
開校当初は定時制課程（学年制）と単位制課程を設置していたが、2006年に定時制課程を募集停止し、昼夜間単位制となった。

### 大阪市立扇町第二商業高等学校
大阪市立扇町第二商業高等学校は大阪市北区松ヶ枝町にあり、大阪市立扇町商業高等学校と敷地を共有していた。
同校は1935年に夜間課程の大阪市立扇町第二商業学校として開校した。開校当初は北区西扇町・大阪市立扇町商業学校（大阪市立扇町総合高等学校の前身）内に併設していた。校舎を新設の大阪市立医学専門学校（大阪市立大学医学部の前身）に明け渡すことになったため、1945年に堀川国民学校（現在の大阪市立堀川小学校）、次いで北野国民学校（戦災で廃校）内に移転した。
学制改革により1948年に大阪市立扇町第二商業高等学校となった。新制高校発足当初は商業科のほか普通科・家政科を併設する総合制高校だった。しかし普通科と家政科は短期間で廃止されている。
総合制高校になったことを受けて、1949年に北区堂島西町（現在の堂島3丁目）・大阪市立扇町高等学校内に移転した。しかし扇町高等学校は普通科単科の高等学校（当時）であり、総合制が廃止されて商業科単科となった扇町第二商業にとっては専門的な設備が十分とはいえない状況だった。このため、扇町高校の中之島への移転を機に、1957年に北区松ヶ枝町・扇町商業高等学校内に移転して同校と再び校舎を共有するようになった。

### 大阪市立天王寺第二商業高等学校
大阪市立天王寺第二商業高等学校は大阪市天王寺区烏ヶ辻にあり、大阪市立天王寺商業高等学校と敷地を共有していた。
1912年に夜間課程の大阪高等商業学校同窓会立大阪実践商業学校として、南区天王寺烏ヶ辻町（現在の天王寺区烏ヶ辻）に開校し、大阪市立大阪甲種商業学校（大阪市立天王寺商業高等学校の前身）に併設された。
1933年に大阪市立実践商業学校、1937年に大阪市立天王寺第二商業学校に、それぞれ改組された。1945年の大阪大空襲により天王寺区の校舎を焼失したため、南区・金甌小学校（現在の大阪市立中央小学校）に仮校舎を設置した。学制改革により1948年に大阪市立天王寺第二商業高等学校となった。1959年に天王寺区に校舎を復帰した。

### 大阪市立西第二商業高等学校
大阪市立西第二商業高等学校は大阪市西区北堀江にあり、大阪市立西商業高等学校（1958年以前および1994年以後の名称は大阪市立西高等学校）と敷地を共有していた。
大阪市立西高等学校の定時制課程として、1952年に開設。翌1953年に大阪市立西第二高等学校として独立、1958年には大阪市立西第二商業高等学校と改称している。

### 大阪市立新船場高等学校
大阪市立新船場高等学校は大阪市中央区久太郎町にあり、大阪市立東商業高等学校と敷地を共有していた。
かつての大阪市立東第二高等学校（当時東区にあった大阪市立東高等学校の旧校舎と敷地を共有。現在の中央区役所）と、大阪市立東第二商業高等学校（現在の大阪市立東商業高等学校と敷地を共有）の夜間定時制高校2校を統合し、1981年に設置された。

## 交通
- Osaka Metro谷町線・京阪電気鉄道（京阪本線・中之島線）天満橋駅より徒歩約5分
  - 地下鉄天満橋駅4号出入口より南へ約80m
  - 京阪天満橋駅より南へ約200m